# Pareas boulengeri
Pareas boulengeri är en ormart som beskrevs av Angel 1920. Pareas boulengeri ingår i släktet Pareas och familjen snokar. Inga underarter finns listade i Catalogue of Life.
Arten har flera mer eller mindre sammanhängande populationer i Kina i provinserna Guizhou, Yunnan, Henan, Hubei, Zhejiang, Hunan, Jiangsu, Chongqing, Fujian, Jiangxi, Anhui, Shaanxi, Guangdong, Sichuan, Guangxi och Gansu. Den lever i kulliga områden och i bergstrakter mellan 300 och 1350 meter över havet. Denna orm lever i skogar och den besöker ofta angränsande odlingsmark. Den äter snäckor och sniglar. Honor lägger 5 till 7 ägg per tillfälle.
Troligen påverkas beståndet negativt av landskapsförändringar i delar av utbredningsområdet. Pareas boulengeri är inte vanligt förekommande men hela populationen antas vara stor. IUCN kategoriserar arten globalt som livskraftig.